# Mats-Arne Larsson
Mats-Arne Larsson, född 1953 är en svensk författare, teaterregissör och dramatiker.
Mats-Arne Larssons teaterkarriär började med den fria gruppen 4:e teatern i början av 1980-talet där han dess ledare under 8 år. Under 1991 - 1994 var han knuten till Skaraborgs Länsteater i Skövde. 1994-2000 var Mats-Arne ledare för Teater Martin Mutter i Örebro och initiativtagare till Gamla Röda Kvarn - en biograf som förvandlades till teater- och musikscen. 2001-2004 var Mats-Arne Larsson teaterchef för Västerbottensteatern i Skellefteå.
Mats-Arne Larsson skrev under 1990-talet ungdomsböcker bland annat deckarna om Nella, Love och Pyton. Dessa har också blivit radioteater. Har även skrivit manus till filmen KAJSAS KO.
Bland hans dramer märks: Som när ljuset slocknar 1991, Indiansommar 1998, Frysta tillgångar 2000
Från 2004 är Mats-Arne Larsson verksam som teaterregissör och författare i Örebro.